# Économie du Var

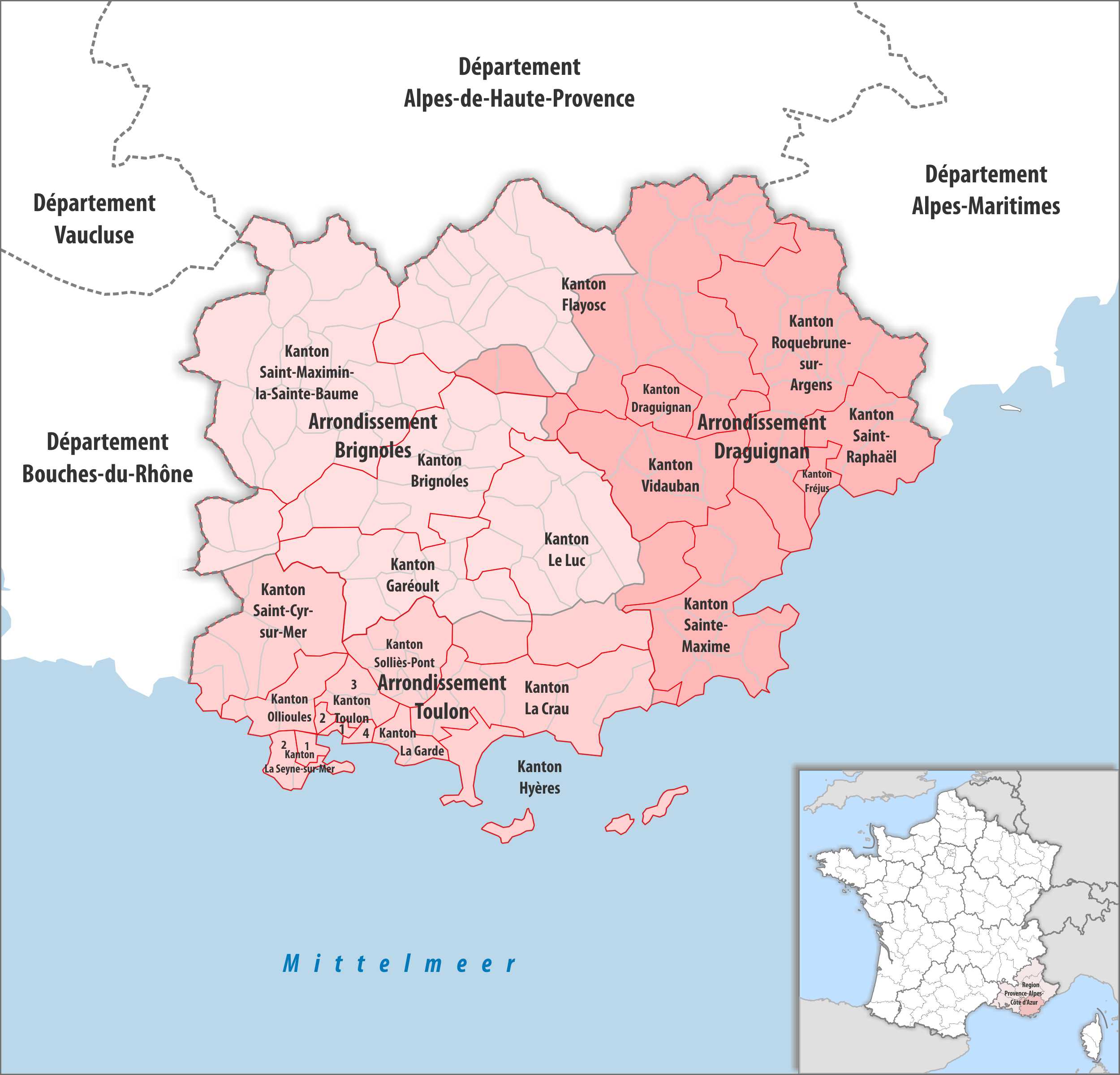
Carte du département

L'économie du Var traite de la situation économique conjoncturelle et structurelle du département du Var de nos jours.

## Histoire
Le département du Var a été créé à la Révolution française, le 4 mars 1790 (décret du 26 février 1790) en application de la loi du 22 décembre 1789, à partir d'une partie de la province de Provence. Le chef-lieu du Var et donc la capitale économique est attribuée à Toulon, même si elle fut remplacée à son tour par Grasse, Brignoles, puis Draguignan jusqu'en 1975. 

## Infrastructures

### Transport aérien
Le Var est desservi par l’aéroport de Toulon-Hyères situé sur la commune d’Hyères les palmiers. Les vols principaux sont connectés à l’aéroport de Paris-Orly. Des vols complémentaires desservent les aéroports de Brest et de Charleroi (Belgique). Des destinations complémentaires viennent s’ajouter dans la période estivale.
Un autre aéroport est disponible sur la commune de La Môle, il s’agit de l’aéroport de Saint Tropez. Il est orienté vers l’aviation d’affaire et de jets privés.

### Transport maritime

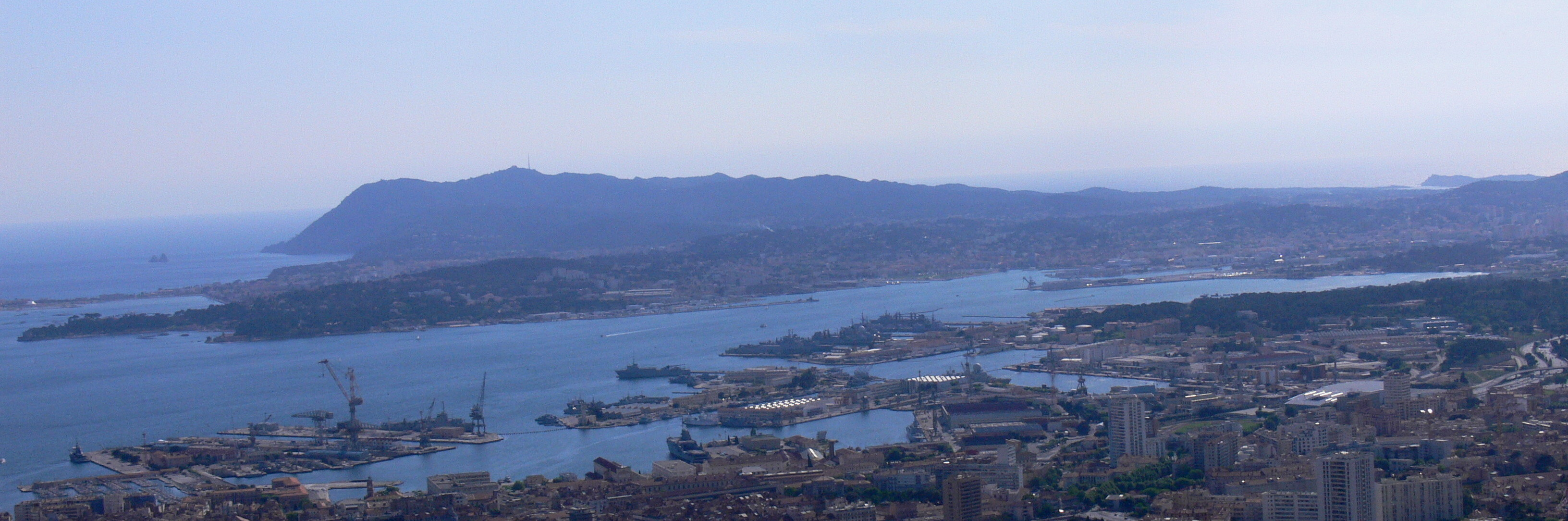
Rade de Toulon vue depuis le Mont Faron.

Le Var compte aujourd’hui deux ports de commerce situés à Toulon et La Seyne-sur-Mer constitués sous l'appellation d'une unique entité le Port de commerce de Toulon. Celui-ci est réparti sur trois terminaux : Toulon Côte d’Azur, la Seyne Brégaillon Nord et Sud et le môle d'armement de la Seyne-sur-mer. Placé sous la gestion de la Chambre de commerce et d'industrie du Var, il assure 2 480 000 tonnes de transport de marchandises en 2010 (980 000 tonnes de routier et 1 500 000 de tonnes de frets) 

### Transport terrestre

#### Le réseau routier
Au 31 décembre 2011, le Var dispose d'un réseau routier de 10 352 kilomètres, dont 195 kilomètres d'autoroutes, 4 kilomètres de routes nationales, 2 931 kilomètres de routes départementales et 7 221 kilomètres de voies communales. Il occupe ainsi le 61e rang au niveau national sur les 96 départements métropolitains et le 67e quant à sa densité avec 1,7 kilomètre par kilomètre carré de territoire.

#### Le réseau ferroviaire
Le réseau est quasiment exclusivement constitué d'une portion de la ligne de Marseille-Saint-Charles à Vintimille qui contourne par l'intérieur le Massif des Maures. Il existe aussi une petite ligne vers Hyères (Ligne de La Pauline-Hyères aux Salins-d'Hyères). Une ligne nouvelle à grande vitesse (la Ligne nouvelle Provence Côte d'Azur) est prévue depuis de nombreuses années mais pas encore en chantier.

## Structure économique

### Secteur primaire

#### Agriculture
Le secteur agroalimentaire et agricole représente 130 entreprises pour 1 600 emplois (2006).

##### Viticulture

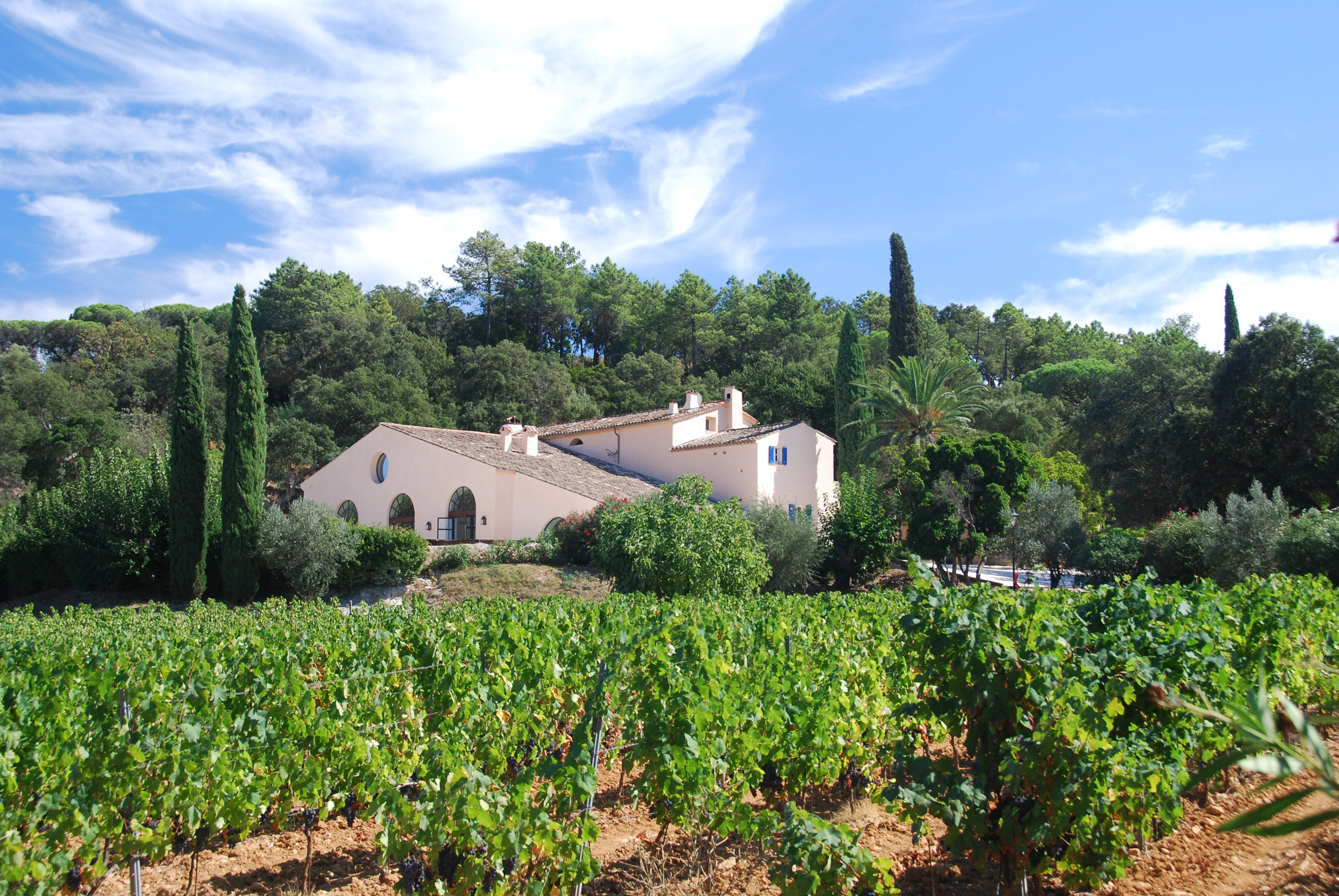
Vignoble à Saint-Tropez.

Avec plus de 30 500 hectares de vignoble, le département du Var (59 % des exploitations agricoles) est la plus importante terre viticole de France. Aujourd'hui, le Var est le 1er producteur mondial de vin rosé. Les vins rouges et blancs y sont aussi produits, avec trois Appellations d'Origine Contrôlée coexistant dans le Var : le Bandol, le Côtes-de-provence, les Coteaux Varois et les Coteaux-d'aix-en-provence. Le département compte également cinq vins de pays.

##### L’oléiculture

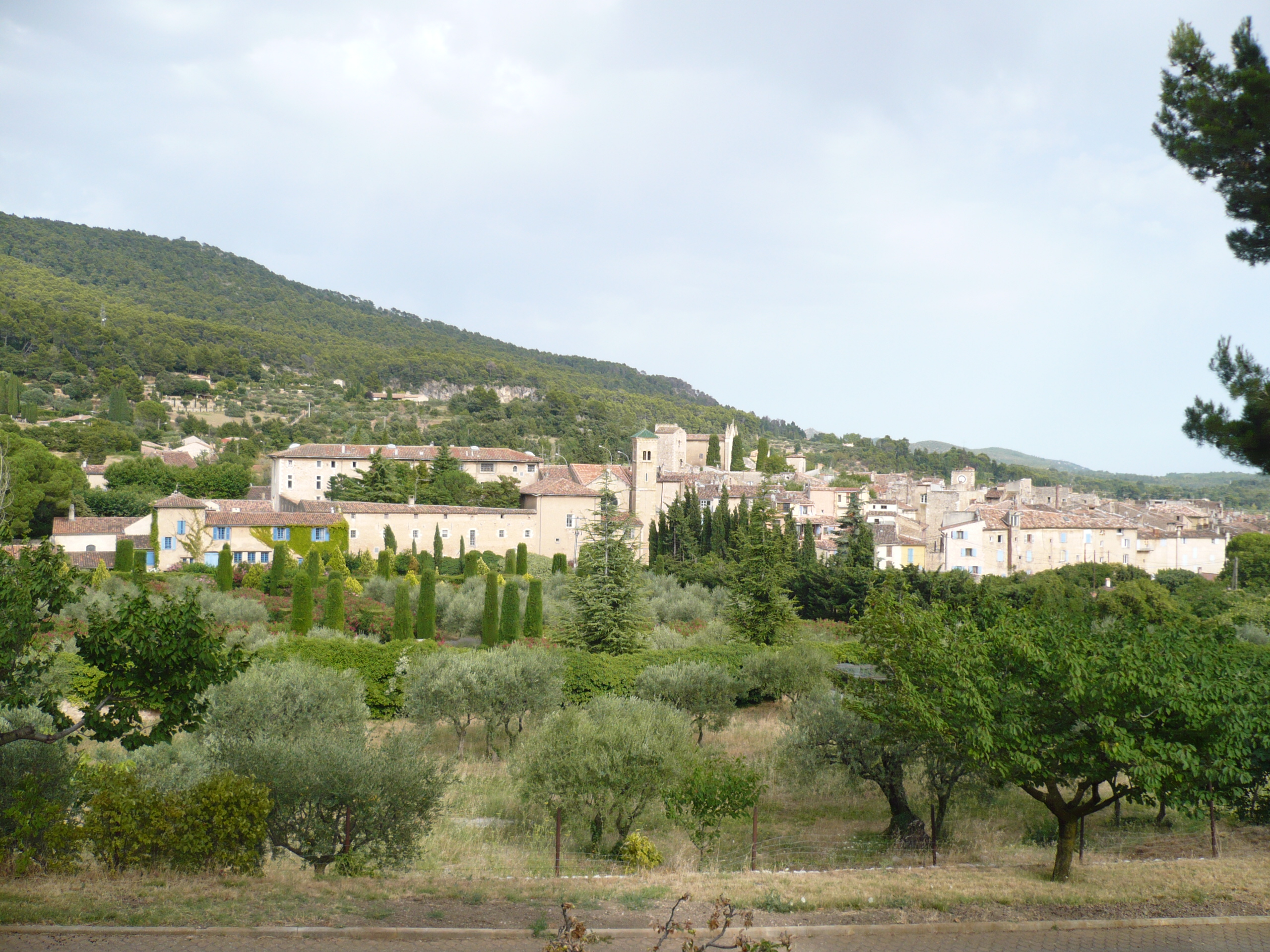
Aups et ses vergers d'oliviers.

Au XIXe siècle, l'activité oléicole était la première force économique agricole du Var. Aujourd'hui encore, 142 des 153 communes du Var produisent de l'huile d'olive, représentant le quart des oliveraies françaises (800 000 oliviers) et le 3e plus gros producteurs de France (13,5 %), derrière les Bouches-du-Rhône (25,4 %) et le Gard (15,3 %). On recense encore 41 moulin à huile coopératifs ou privés en fonctionnement.

##### Horticulture
Avec plus de 1 000 hectares (dont 400ha couverts) et 570 exploitants en 2010 (contre 830 en 2000)), le Var est le premier département français au regard de la superficie horticole devant la Gironde et les Landes mais aussi en nombre d'exploitations devant les Alpes-Maritimes et le Maine-et-Loire. Une exploitation horticole sur dix en France métropolitaine, se situe dans le Var.

##### Autres
Le département est le 1er producteur national de fleurs coupées, de miel, de truffes, de figues et de liège. Il compte 1 AOC pour les figues : Solliès-Pont et  1 AOC pour l’huile d’olive de Provence.

### Secteur tertiaire

#### Tourisme
Le Pôle Mer Paca labellisé « Pôle de compétitivité à vocation mondiale » par l’État français, et développé en partenariat avec la région Bretagne, réunit des acteurs publics, privés, militaires et civils dans une dynamique de coopération industrielle et scientifique.

#### Armée
Le Var est le premier département militaire de France, avec Toulon, 1re base aéronavale de France et ses huit autres grands sites répartis sur le territoire.

## Entreprises

Logo Soleil Productions.

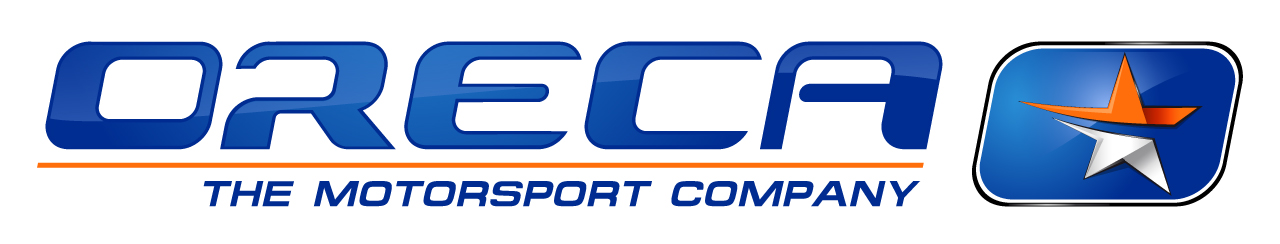
Logo Oreca.

- Association générale de prévoyance militaire (1951), Toulon
- Aviasud (1981), société fondée autour du projet d'ULM monoplace Sirocco, Fréjus
- Brisach (1961), spécialisée dans la fabrication et l'installation de cheminées et poêles à bois, Sainte Maxime
- Charlemagne (1927), chaîne de librairies varoises, Toulon
- ECA Group (1936), conception, fabrication, commercialisation et maintenance d'équipements et de systèmes robotisés opérant en milieu hostile
- Éditions de la Nerthe (2006), sont une maison d'édition indépendante, Toulon
- Fouque (1864), maison artisanale perpétuant la tradition du nougat,Signes
- Groupe Vial (1995), société spécialisée dans la fabrication et la vente de produits de menuiserie à prix discount, La Garde
- Meilland (1850) entreprise horticole, Le Luc-en-Provence
- Optis (1989), édite des logiciels et délivre des prestations d’ingénierie pour les fabricants de systèmes lumineux à Toulon
- Oreca (1973), compétition et ingénierie automobile, Signes
- Pizzorno Environnement (1974), société de Fréjus intervenant dans les métiers de services à l'environnement
- Poly Implant Prothèse (1991-2010) fabrication des prothèses mammaires, La Seyne-sur-Mer
- Soleil Productions (1989),  éditeur bande dessinée localisé à Toulon